# Pellestrina
Pellestrina  es una isla en el norte de Italia, que forman una barrera entre el sur de la Laguna de Venecia y el mar Adriático, estando situada al sur oeste de Lido. 

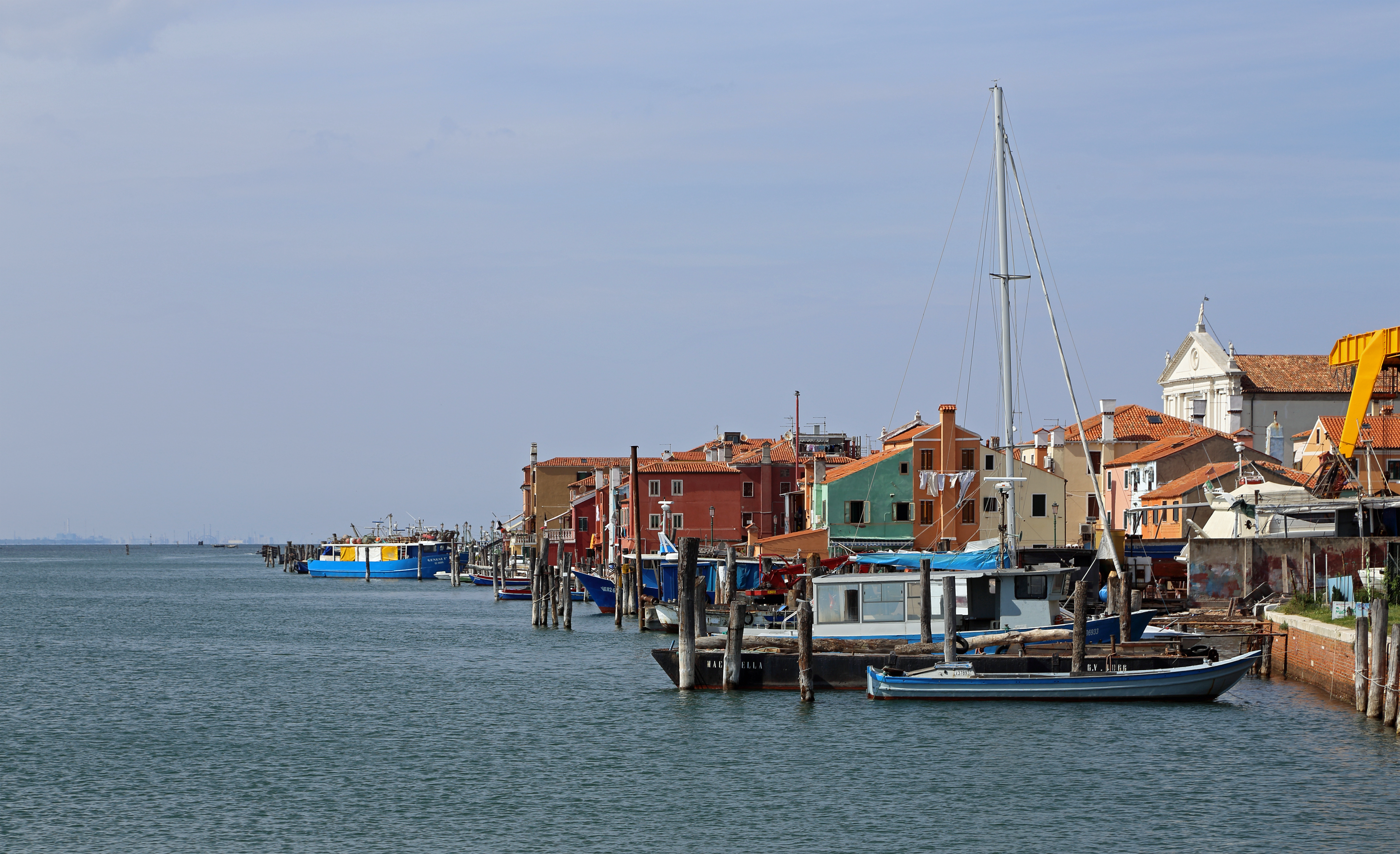
El pueblo de Pellestrina

La isla tiene 12 kilómetros de largo y desde el siglo XVIII está bordeado en su lado marino por grandes terraplenes.  Hay cuatro principales pueblos: San Pietro in Volta, Secco Porto, San Antonio y Pellestrina, conocido por sus casas de colores pintados. 
Las principales industrias de la isla son la horticultura, la pesca, el turismo.